# Линија U1 (Бечки метро)
Линија U1 је линија бечког метроа који је отворен 1978.  Тренутно има 24 станице и укупну дужину од 19,3 km, од Оберлаа до Леополдауа. Када је проширење до Оберлаа завршено 2017., линија је постала најдужа на мрежи, надмашивши дужину U6. 
Линија је повезана са U2 на станицама Карлсплац и Пратерштерн, U3 на станици Штефанплац, U4 на станицама Карлсплац и Шведенплац.

## Историја

### Позадина
Од почетка историје јавног превоза у Бечу недостајало је ефикасно средство масовног превоза који је прелазио центар града, који је нагло растао крајем 19. и у 20. век. Само неколико трамвајских линија имало је своје терминалне станице на страни града унутар Рингштрасе нпр. на Нојер Маркту; ниједна линија није ишла до Штефансплаца. Густа мрежа трамваја имала је болну рупу у средини.
Након изградње Штадтбана, који је отворен између 1898. и 1901., разматрани су даљи пројекти метроа – планови из 1910. први пут предвиђају прелаз у правцу север-југ, али ништа није остварено: држава је мислила у смислу железничке технологије и војне стратегије, развој центра града није била њена брига; само градска управа није имала довољно новца за изградњу. Први светски рат, суморни послератни период и коначно светска економска криза деценијама су спречавали прилике.
Након „аншлуса“ планови су обухватали не само централну железничку станицу на локацији на којој је од 2014. радила главна бечка железничка станица, односно на Судтиролер плацу, већ и подземни прелаз север-југ у граду. Поново је ток историје спречио изградњу бечког метроа. Нови планови за прелаз север-југ поново су почели тек средином 1960-их. Нацрт за развој из 1963. приказује U1 у оригиналном облику. Две године касније, већ је планиран метро.

### Изградња (1969-1982)
Изградња модерне бечке метро мреже почела је 3. новембра 1969. Она се састојала од новоизграђене линије U1 и две спојене линије трамваја и старог метроа, линије U2 и U4. Као резултат модерније мреже, појавиле су се нове руте између U1, U2 и U4.  Изградња је започета на Карлсплацу, највећој разводној станици у Бечу. 25. фебруара 1978. пуштена је у рад прва линија између Карлсплаца и Ројманплаца. До децембра 1981. све деонице U1 које су првобитно биле укључене у основну мрежу (Ројманплац - Штефансплац - Пратерштерн, дужине 6,1 километар  ) биле су у функцији.
Продужење линије U1 до Каграна, која није била део првобитних планова, додата је касније када се мост преко Рајхсбрике срушио 1976.  Коначно, основна мрежа бечког метроа завршена је 3. септембра 1982. године и мрежа је достигла укупну дужину од 30 километара. 

### Проширење (2001-2017)
19. октобра 2001. одржана је церемонија полагања темеља проширења U1 ка Леополдауу, на шта су два округа Донауштат и Флоридсдорф чекала 20 година. Након пет година изградње, проширење U1 је отворено 2. септембра 2006.
Планирање четврте фазе проширења почело је 2001., а конкретне идеје су изнесене у главном плану транспорта из 2003.  Од 2007. ови планови су укључивали проширење U1 од Ројманплаца до Ротнојзидла, са временским хоризонтом 2015. У марту 2012. званично је објављено да ће јужни крак U1 бити проширен до Оберлаа, а не првобитно планираног терминуса Ротнојзидл. Циљ опслуживања овог последњег насеља је постигнут проширењем постојеће трасе линије трамваја 67. Сматрало се да је промена првобитних планова била проблем због трошкова или непотпуног развоја области око Ротнојзидла. Проширење је коначно отворено за јавност 2. септембра 2017., чиме је мрежа бечког метроа проширена за 4,6 км и 5 станица. У зони станице Алаудагасе вршене су припреме за будућу бифуркацију пруге, уколико даљи развој у Ротнојзидлу буде оправдавао ту грану. 

## Возни парк
Развој возила за U1 и U2 је спровео Simmering-Graz-Pauker (SGP) 1972.  Ова јединица имала је двоосовински вагон, био је дугачак 36,8 метара и широк 2,8 метара и трајно спојени двоколични вагон. Воз је био састављен од три дупла вагона. Од 1987. SGP је унапредио техничку опрему својих вагона, која је укључивала трофазне моторе са воденим хлађењем, кочнице са повратом енергије и модернизовану опрему за кочење у случају нужде и сигурност.  Током 2006. U1 и U2 ЛЕД дисплеји су заменили оригиналне осветљене дисплеје. Поред тога, возила су накнадно опремљена пластичним седиштима, видео надзором и светлима упозорења која су сигнализирала затварање врата. Појединачно возило се састоји од 49 седишта и 91 места за стајање.